# ケビン・ショート
ケビン・ショート（Kevin Short、1949年 - ）は、アメリカ合衆国出身の文化人類学者。東京情報大学環境情報学科教授。専門は文化人類学・自然科学。千葉県印西市在住。

## 人物
ニューヨーク出身。1972年に来日、1975年に上智大学を卒業。その後はアラスカに渡り、アラスカ大学で文化人類学を学ぶ。1977年、修士号を取得。さらに1991年にはスタンフォード大学の文化人類学生態学専攻により博士号を得た。日本の里山を研究のテーマとする。自然観察会や講演会を通じて環境教育に携わる他、博物学・自然史のライターとしても活動する。

## 書籍
- ケビンの里山自然観察記（1995年9月発行、講談社）ISBN 978-4062068444
- ケビンの観察記 海辺の仲間たち（1999年6月発行、講談社）ISBN 978-4062095242
- 東京ネイチャー・ウォッチング（2000年12月1日発行、講談社）ISBN 978-4770025357
- キッズ・エコ（2005年2月発行、ソニーマガジンズ）ISBN 978-4789724654